# (9617) Grahamchapman
(9617) Grahamchapman – planetoida z pasa głównego asteroid.

## Odkrycie
Planetoida została odkryta 17 marca 1993 w Europejskim Obserwatorium Południowym, w ramach programu Uppsala-ESO Survey.
Nazwa planetoidy pochodzi od brytyjskiego aktora komediowego Grahama Chapmana (1941–1989), jednego z twórców Monty Pythona. Przed jej nadaniem planetoida nosiła oznaczenie tymczasowe (9617) 1993 FA5.

## Orbita
Orbita (9617) Grahamchapman nachylona jest do płaszczyzny ekliptyki pod kątem 6,13°. Na jeden obieg wokół Słońca ciało to potrzebuje 3 lat i 117 dni, krążąc w średniej odległości 2,22 j.a. od Słońca. Mimośród orbity tej planetoidy to 0,112.

## Właściwości fizyczne
(9617) Grahamchapman ma średnicę ok. 5 km. Jego jasność absolutna to 14,1m. Okres obrotu tej planetoidy wokół własnej osi to 2 godzin i 17 minut. 

## Satelita planetoidy
Na podstawie obserwacji fotometrycznych odkryto w pobliżu tej asteroidy naturalnego satelitę o średnicy szacowanej na 1,4 km. Odkrycia tego dokonano w Obserwatorium Ondrejov, w ramach projektu Ondrejov NEO Photometric Program, o czym poinformowano w marcu 2006 roku. Obydwa składniki układu obiegają wspólny środek masy w czasie ok. 19 godzin i 23 minuty. (9617) Grahamchapman znajduje się w odległości ok. 4 km, a jego satelita ok. 10 km od barycentrum. Średnia odległość obydwu składników od siebie to ok. 14 km.
Prowizoryczne oznaczenie satelity to S/2006 (9617) 1. Ma on średnicę ok. 1,2 km.